# Хелијум
Хелијум (латинично: He, лат. helium) је други хемијски елемент по лакоћи, одмах после водоника. Он је безбојан, безмирисан, безукусан, нетоксичан, инертан, моноатомски гас, први у групи племенитих гасова у периодном систему. Његова тачка кључања је најнижа од свих елемената. Након водоника, хелијум је други најзаступљенији елемент у видљивом свемиру, са учешћем од око 24% укупне елементарне масе, што је више од 12 пута маса свих тежих елемената заједно. Његова заступљеност у Сунцу и Јупитеру је на сличном нивоу. То је узроковано веома високом нуклеарном енергијом везивања (по нуклеону) хелијума-4 у односу на следећа три елемента иза хелијума. Ова енергија везивања хелијума-4 је исто тако разлог да је он продукат нуклеарне фузије и радиоактивног распада. Највећи део хелијума у свемиру је хелијум-4, од чега је већина формирана током Великог праска. Велике количине новог хелијума се креирају путем нуклеарне фузије водоника у звездама.
Хелијум је именован по грчком Титану Сунца, Хелију. Он је први пут био детектован као непозната жута спектрална линија карактеристична за сунчеву светлост током соларне еклипсе из 1868. За ово откриће су заслужни Жорж Раје, капетан Ц. Т. Хејг, Норман Р. Погсон, и поручник Џон Хершел, и то је накнадно потврдио франсуски астроном Пјер Јансен. Јансену се често придају заслуге за детекцију овог елемента заједно са Норманом Локјером. Јансен је снимио спектралну линију хелијума током помрачења сунца из 1868, док је Локјер то исто учинио у Британији. Локјер је први предложио да је линија последица новог елемента, који је он именовао. Формално откриће елемента су учинила 1895. године два шведска хемичара, Пер Теодор Клив и Нилс Абрахам Ланглет, који су нашли да хелијум произилази из уранијумске руде клевејта. Године 1903, велике резерве хелијума су нађене на пољима природног гаса у деловима Сједињених Држава, које су далеко највећи снабдевач овог гаса у данашње време.

## Распрострањеност
Хелијум је други по распрострањености хемијски елемент у васиони, али на Земљи се јавља само у траговима (4 × 10−7% у горњим слојевима Земље). Хелијум се на Земљи углавном јавља у атмосфери (5,2 × 10−4% у ваздуху). У литосфери хелијум се такође јавља, али у веома малим количинама. Практично сав хелијум који је постојао на Земљи није могао да гради једињења са другим елементима па је због мале масе напустио атмосферу Земље.

## Изотопи и особине
Јавља се у облику 2 постојана изотопа — 3 и 4He као и 4 непостојана: 5, 6, 7 и 8.
Хелијум је племенити гас, најнеактивнији хемијски елемент, са веома великом енергијом јонизације. Нема никакав биолошки значај.

## Употреба
- Хелијум се у течном облику користи за хлађење тамо где су потребне веома ниске температуре, због његове ниске тачке кључања.
- Течни хелијум користи се за магнетне резонанце.
- Као најлакши сигуран гас (незапаљив) користио се за пуњење балона. Сада се све ређе користи због великих трошкова при добијању, а уместо њега се најчешће користи загрејан ваздух.
- Због мале растворљивости у крви користи се као састојак мешавине за роњење на великим дубинама.

## Добијање хелијума
Хелијум се добија распадом радиоактивних материјала који емитују алфа честице у средишту земље( алфа честице имају два протона и два неутрона и током проласка кроз земљину кору покупе два електрона).95% хелијума у земљи се добија приликом распада уранијума и торијума. Хелијум се обично скупља у непропусним џеповима земљине коре где се обично скупља и земни гас (метан) Овог богатог хелијумом гаса највише има у САД. Приликом изласка хелијума у атмосферу он пролази кроз њу и одлази у свемир.
Светска продукција хелијума износи око 4500 тона у току године.

## Начин испоруке у индустрији
- Испоручује се у гасовитом и течном стању.
- Гасовити хелијум се испоручује компримован у челичним боцама, запремине 6 m³; 7,5 m³ и 10 m³.

Постоји неколико врста чистоћа: балон -гас 4.6; 5.0 и 6.0
- Течни хелијум чистоће 5.0 се испоручује у посудама, запремина 50, 100, 250, 380 и 450 литара.

## Биолошки ефекти
Брзина звука у хелијуму је три пута бржа од брзине звука у ваздуху. Пошто је основна фреквенција гасом попуњених шупљина пропорционална брзини звука у гасу, удисањем хелијума долази до одговарајућег повећања висине тона резонантне фреквенције вокалног тракта. Ово доводи до стварања гласа високог тона, налик на пачји.
Прекомерно удисање хелијума може бити опасно јер је хелијум прости асфиксијант који замењује кисеоник потребан за нормално дисање. Константно удисање чистог хелијума доводи до смрти за неколико минута због асфиксације (гушења). Удисање чистог хелијума из цилиндара под притиском је изузетно опасно, јер висок проток може довести до баротрауме и фаталног цепања плућног ткива. Смрт узрокована хелијумом није честа, али су у Сједињеним Државама између 2000. и 2004. забележена два смртна случаја.